# Archipini
The Archipini là một tông bướm đêm thuộc họ Tortricidae. Có một số chi của họ này chưa được xếp vào tông này, danh sách các chi được liệt kê bên dưới. Một số loài côn trùng gây hại trong họ bướm tortrix cũng thuộc tông này, ví dụ như Epiphyas postvittana và Choristoneura.

## Hình ảnh

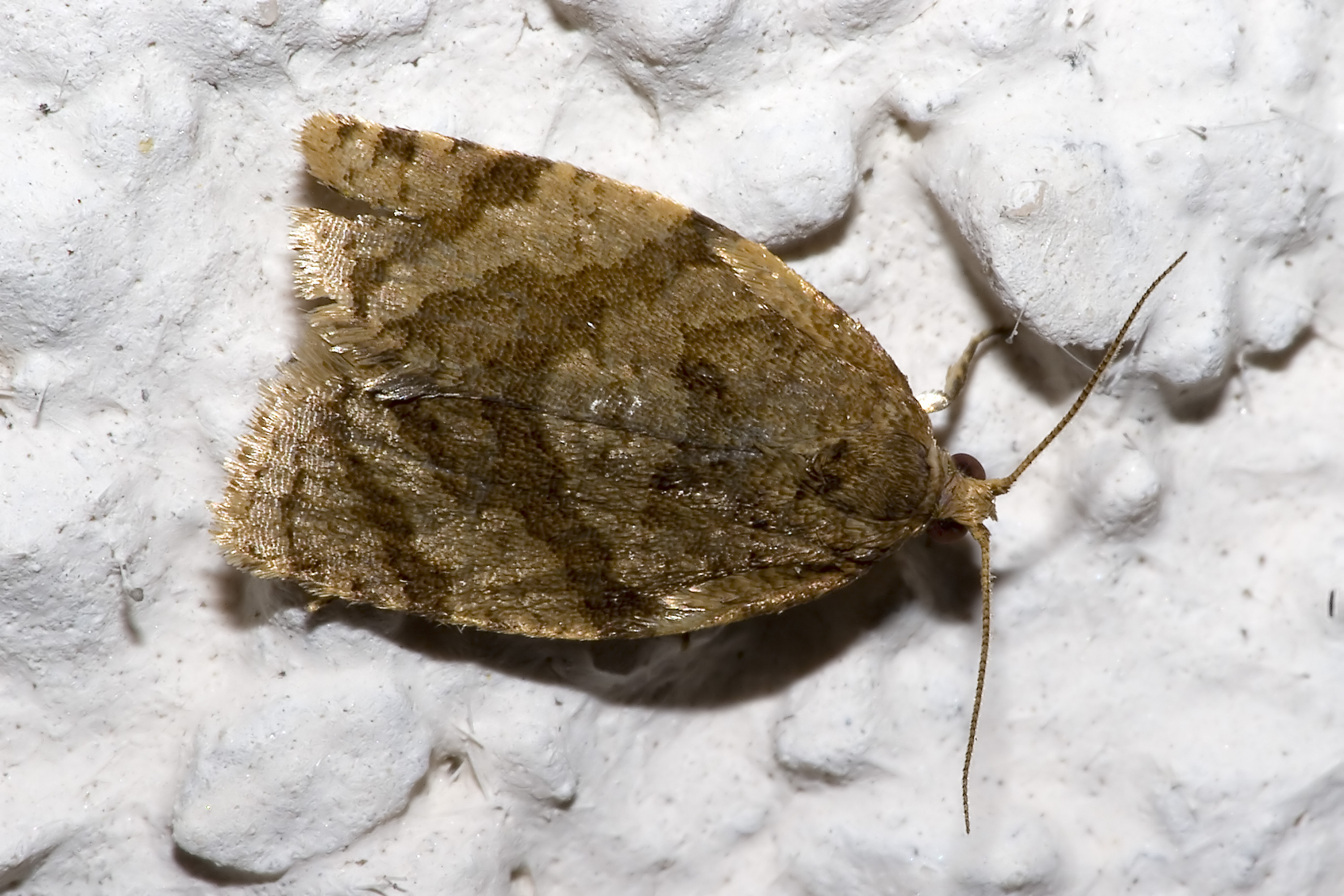
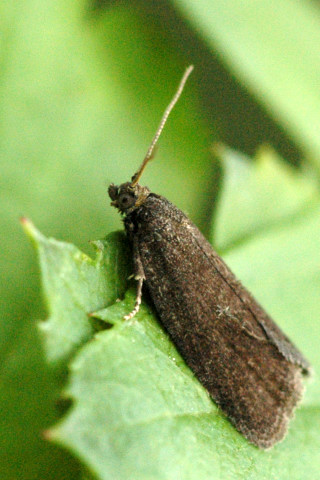
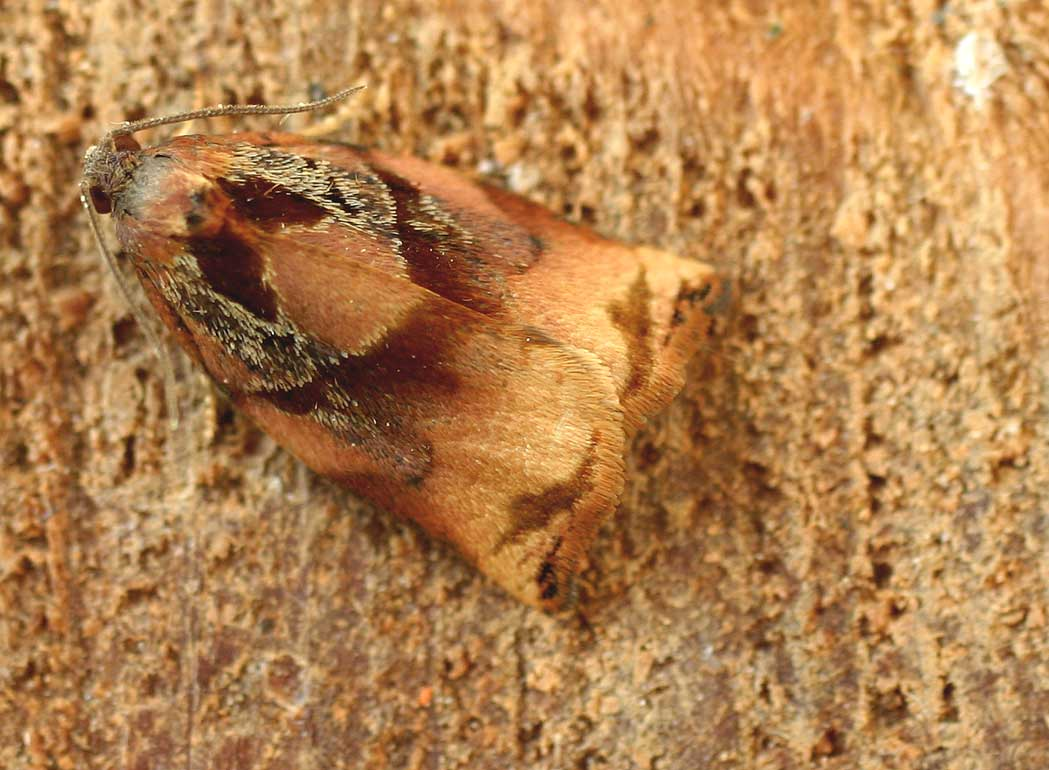

## Các chi
- Abrepagoge
- Acroceuthes
- Acropolitis
- Adoxophyes
- Allodemis
- Ancyroclepsis
- Aneuxanthis
- Anisotenes
- Anthophrys
- Antiphrastis
- Aphelia
- Aphthonocosma
- Archepandemis
- Archidemis
- Archips
- Argyrotaenia
- Aristocosma
- Arizelana
- Ascerodes
- Asteriognatha
- Atelodora
- Authomaema
- Avaria
- Bactrostoma
- Balioxena
- Battalia
- Borboniella
- Borneogena
- Brachyvalva
- Cacoecimorpha
- Callibryastis
- Capua
- Carphomigma
- Catamacta
- Ceramea
- Ceritaenia
- Chionothremma
- Chiraps
- Choanograptis
- Choristoneura
- Claduncaria
- Clepsis
- Coeloptera
- Cornuclepsis
- Cornusaccula
- Cosmiophrys
- Cryptomelaena
- Cryptoptila
- Ctenopseustis
- Cudonigera
- Cununcus
- Cuspidata
- Daemilus
- Dentisociaria
- Diactora
- Dicanticinta
- Dicellitis
- Dichelia
- Dichelopa
- Diedra
- Digitosa
- Diplocalyptis
- Ditula
- Droceta
- Durangarchips
- Dynatocephala
- Ecclitica
- Egogepa
- Electraglaia
- Epagoge
- Epalxiphora
- Epichorista
- Epichoristodes
- Epiphyas
- Ericodesma
- Eurythecta
- Exorstaenia
- Furcataenia
- Furcinula
- Gelophaula
- Geogepa
- Gephyraspis
- Glyphidoptera
- Gnorismoneura
- Gongylotypa
- Goniotorna
- Harmologa
- Hectaphelia
- Heterochorista
- Hiceteria
- Homona
- Homonoides
- Homonopsis
- Hypsidracon
- Idolatteria
- Isochorista
- Isodemis
- Isotenes
- Labidosa
- Leontochroma
- Leptochroptila
- Leucotenes
- Lozotaenia
- Lozotaeniodes
- Lumaria
- Mantua
- Meridemis
- Merophyas
- Mesocalyptis
- Metamesia
- Midaellobes
- Minutargyrotoza
- Neocalyptis
- Niphothixa
- Notioclepsis
- Nuritamburia
- Ochetarcha
- Ochrotaenia
- Orilesa
- Panaphelix
- Pandemis
- Paradichelia
- Paramesia
- Paramesiodes
- Paraphasis
- Pararrhaptica
- Periclepsis
- Peteliacma
- Petridia
- Phaenacropista
- Philedone
- Philedonides
- Philocryptica
- Phlebozemia
- Planostocha
- Planotortrix
- Platyhomonopsis
- Platysemaphora
- Procalyptis
- Procrica
- Pseudeulia
- Pteridoporthis
- Pternozyga
- Ptycholoma
- Ptycholomoides
- Pyrgotis
- Pyrsarcha
- Saetotaenia
- Scotiophyes
- Snodgrassia
- Sorensenata
- Spheterista
- Spinotaenia
- Sychnochlaena
- Sychnovalva
- Syndemis
- Tacertaenia
- Terricula
- Terthreutis
- Thrincophora
- Tosirips
- Tremophora
- Tuckia
- Ulodemis
- Vialonga
- Viettea
- Williella
- Worcesteria
- Xeneda
- Xenophylla
- Xenotemna
- Xenothictis
- Zacorisca